# Euthycrate
Euthycrate (en grec ancien : Εὐθυκράτης / Euthykrátēs) est un sculpteur grec antique du IVe siècle av. J.-C.

## Biographie
Fils de Lysippe, il était connu pour des statues d'Héraclès et d'Alexandre le Grand, ainsi qu'un combat de cavalerie qui était placé près de l'oracle de Trophonios et un Médée sur son char.